# Dvorníky
Dvorníky é um município da Eslováquia, situado no distrito de Hlohovec, na região de Trnava. Tem 25,54 km² de área e sua população em 2018 foi estimada em 2.030 habitantes.

## Demografia
| Ano:        | 1994 | 2004   | 2014   | 2024   |
| ----------- | ---- | ------ | ------ | ------ |
| Broj ljudi: | 1914 | 2017   | 2058   | 1953   |
| Razlika:    |      | +5,38% | +2,03% | -5,10% |

| Ano:               | 2023 | 2024   |
| ------------------ | ---- | ------ |
| Número de pessoas: | 1986 | 1953   |
| Diferença:         |      | -1,66% |